# Witchcraft
Witchcraft er et hård rock/doom metal band fra Örebro, Sverige dannet i 2000.

## Historie
Witchcraft blev dannet af guitarist/sanger Magnus Pelander efter bruddet med hans tidligere band Norrsken. Idéen med Witchcraft var, at optage en hyldest til Magnus' helte, hhv. Bobby Liebling fra Pentagram og Roky Erickson. Magnus Pelander rekrutterede John Hoyles (guitar), Ola Henriksson (bas) og Jens Henriksson (trommer) og bandet spillede under navnet Wicked Angel. I de følgende år var Magnus Pelander det eneste faste medlem og trommerne og bassen blev skiftevis fordelt mellem Henriksson brødrene og et andet broder par Mats (bas) og Jonas (trommer) Arnesén. I 2003 indspillede bandet med en single "No Angel Or Demon" med en besætning bestående af Magnus Pelander (guitar og vokal), John Hoyles (guitar), Ola Henriksson (bas) og Jens Henriksson (trommer). Bandet undergik mange udskiftninger i besætningen i de tidlige år, og Jens Henriksson blev igen erstattet med Jonas Arnesén. Ikke desto mindre fangede denne single fangede Cathedral forsangeren Lee Dorrians opmærksomhed, og han signerede bandet til sit pladeselskab Rise Above Records. I 2004 debuterede Witchcraft med deres første fuld længde album "Witchcraft", som blev varmt modtaget blandt fans. I 2006 blev Jonas Arnesén skiftet ud med den tidligere Abramis Brama trommeslager Fredrik Jansson. I 2007 udgav bandet et tredje album "The Alchemist" og havde opnået et stort publikum og blev anset for, at være meget kult. Efter flere års pause vendte Witchcraft tilbage i 2012 med en næsten komplet ændret besætning bestående af Magnus Pelander (vokal), Ola Henriksson (bas), Simon Solomon (guitar), Tom Jondelius (guitar) og Oscar Johansson (trommer). Bandet skrev også kontrakt med Nuclear Blast Records og udgav i 2012 deres fjerde album.
Bandet har i alt udgivet fire fuld længde album "Witchcraft" (2004), "Firewood" (2005), "The Alchemist" (2007) og "Legend" (2012).
Witchcraft har blandt andet turneret med Motörhead og spillet på den hollandske Roadburn Festival op til flere gange.